# Вулька (Єнджейовський повіт)
Вулька (пол. Wólka) — село в Польщі, у гміні Єнджеюв Єнджейовського повіту Свентокшиського воєводства.
Населення — 114 осіб (2011).
У 1975-1998 роках село належало до Келецького воєводства.

## Демографія
Демографічна структура на день 31 березня 2011 року:
|          | Загалом | Допрацездатний вік | Працездатний вік | Постпрацездатний вік |
| -------- | ------- | ------------------ | ---------------- | -------------------- |
| Чоловіки | 50      | 12                 | 33               | 5                    |
| Жінки    | 64      | 14                 | 34               | 16                   |
| Разом    | 114     | 26                 | 67               | 21                   |